# Крем

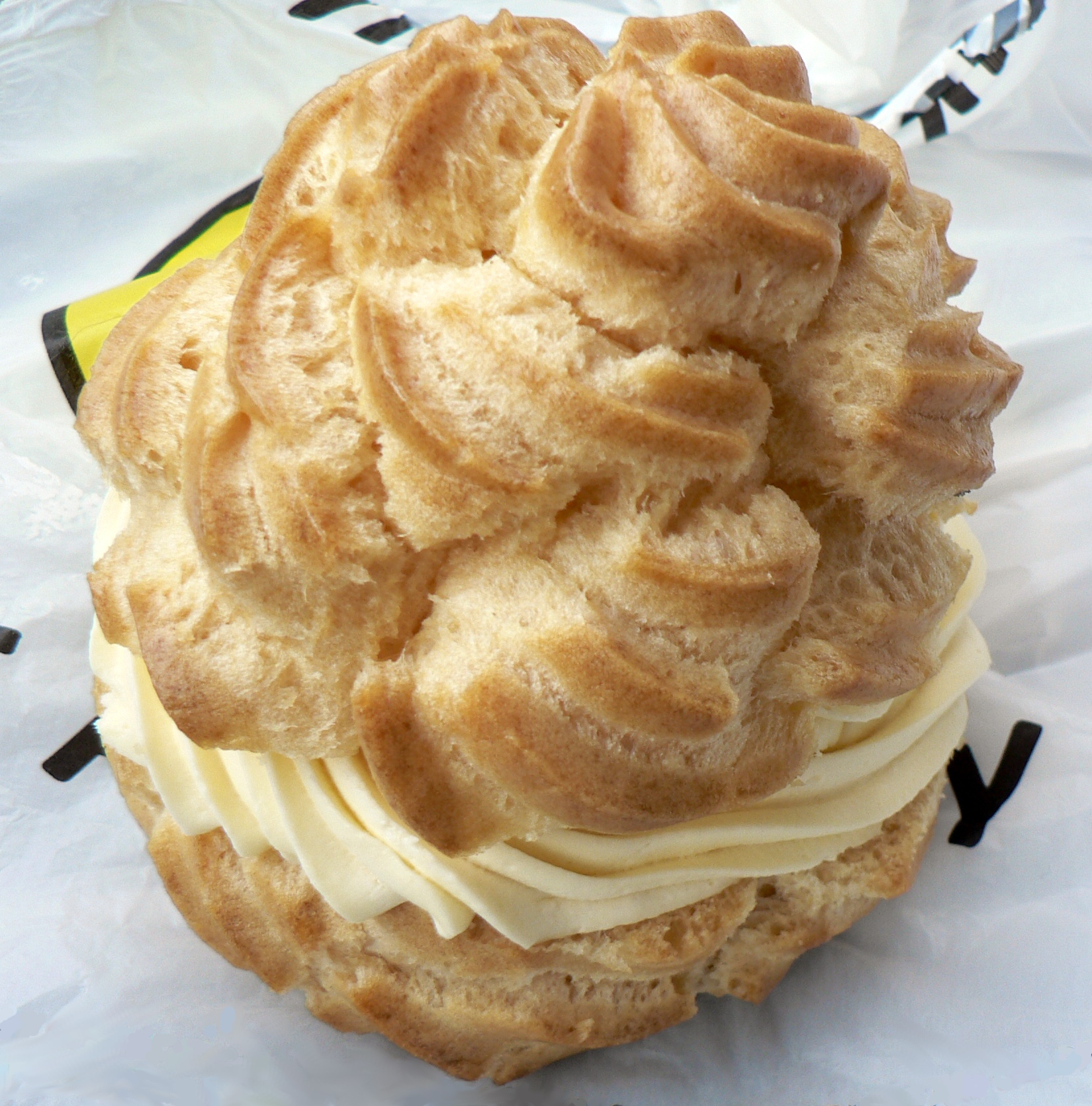
Профитроль с кремом

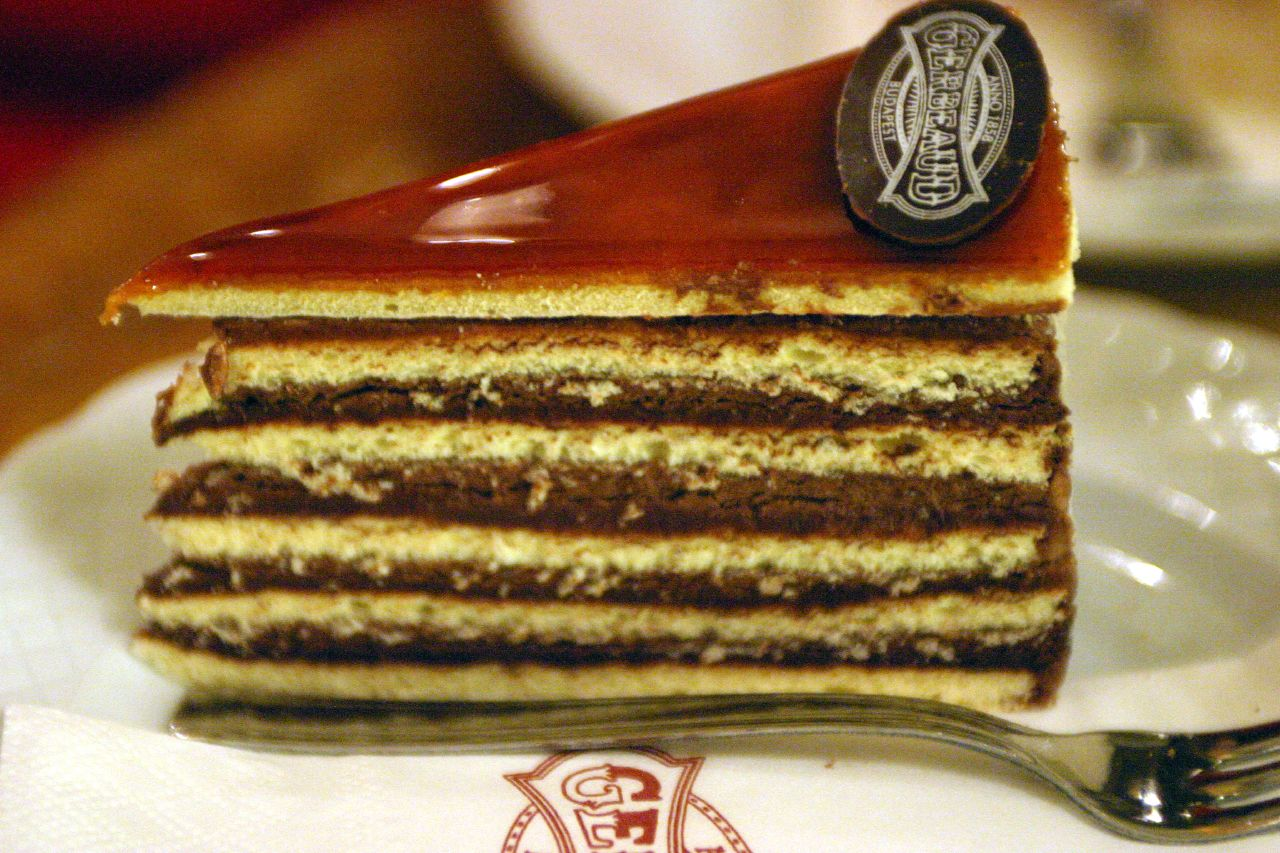
Торт «Добош» из шести коржей, прослоенных масляным кремом

Крем — отделочный полуфабрикат кондитерского производства, используется как для украшения поверхности изделий, так и для прослаивания и обмазывания коржей и заполнения полостей выпеченных полуфабрикатов. Представляет собой пластинчатую пенообразную массу, сырьём для которой служат меланж или яичные белки, сливочное масло, сливки, сметана, сахар-песок, молоко, вкусовые и ароматические вещества. Наилучшей кремообразующей способностью обладают яичные белки: при сбивании без добавления сахара их объём увеличивается в 7 раз. Хорошей кремообразующей способностью обладают также сливочное масло, сливки 36%-ной жирности и сметана 30%-ной жирности. Из кремов можно создавать всевозможные украшения, они воспринимают любые цветовые гаммы. В силу своего состава крем — скоропортящийся продукт, чувствительный ко всякого рода бактериальным загрязнениям. Кремы также выступают в качестве самостоятельных сладких блюд, их подают в креманках и вазочках, при подаче иногда поливают фруктовым или винным сиропом.
В производстве мучных кондитерских изделий используют следующие виды кремов: сливочные, масляные, белковые, заварные и сливочно-сметанные. Сливочные кремы готовят на основе сливочного масла с добавлением сахарной пудры, сгущённого молока, спиртосодержащих и ароматических добавок, а также кофейного сиропа, какао-порошка, жареного ореха, фруктово-ягодных заготовок. В некоторых рецептурах сахар-песок заменяют на предварительно приготовленный и охлаждённый сахарный сироп. В состав масляных кремов помимо сливочного масла входят взбитые куриные яйца, а также молоко. Белковые кремы готовят на основе яичного белка и сахара-песка. В отличие от сливочных и масляных кремов белковые кремы отличаются белизной, большей лёгкостью и пышностью. Их используют для покрытия тортов и пирожных и наполнения трубочек, но не в качестве прослойки выпеченных коржей. В белковые кремы добавляют студнеобразователи (агар, желатин) и лимонную кислоту. Заварные кремы используют только для прослаивания выпеченных полуфабрикатов и наполнения трубочек и корзиночек. Заварной крем имеет непышную мажущуюся, слегка студенистую консистенцию. Сливочно-сметанные кремы сбивают из сливок или сметаны при низкой температуре и используются преимущественно для прослаивания бисквитных полуфабрикатов и наполнения трубочек или корзиночек.